# Mesquita de Sant Petersburg
La mesquita de Sant Petersburg (en rus Соборная мечеть Санкт-Петербурга, Sobórnaia metxet Sankt-Peterburga; en tàtar Sankt-Peterburg şəhəre camiğ məçete) era la mesquita més gran d'Europa a començament del segle xx, ja que el minaret més alt dels dos que té arriba als 49 metres, i la seva única cúpula fa 39 metres d'alt. Té capacitat per a cinc mil fidels. La mesquita es troba al centre de la ciutat russa de Sant Petersburg i hom en pot veure la cúpula blava des del pont de la Trinitat, a l'altra banda del riu Nevà.
El 1882, Salimgarei Tèvkelev fou nomenat muftí d'Orenburg i acordà amb el ministre Dmitri Tolstoi el projecte d'una mesquita per a Sant Petersburg. El 1906, el ministre va formar una comissió especial encapçalada per Ğataulla Baiazítov per recaptar 750.000 rubles en els 10 anys que es va preveure que duraria la construcció de la mesquita. Es van organitzar col·lectes per les poblacions de Rússia, molts espònsors van donar-hi suport amb donacions i la comissió va injectar fins a 142.000 rubles en valors i segells. El major donant fou Saïd Abdul Ahad, emir de Bukharà, ja que aportà totes les despeses de l'edificació.

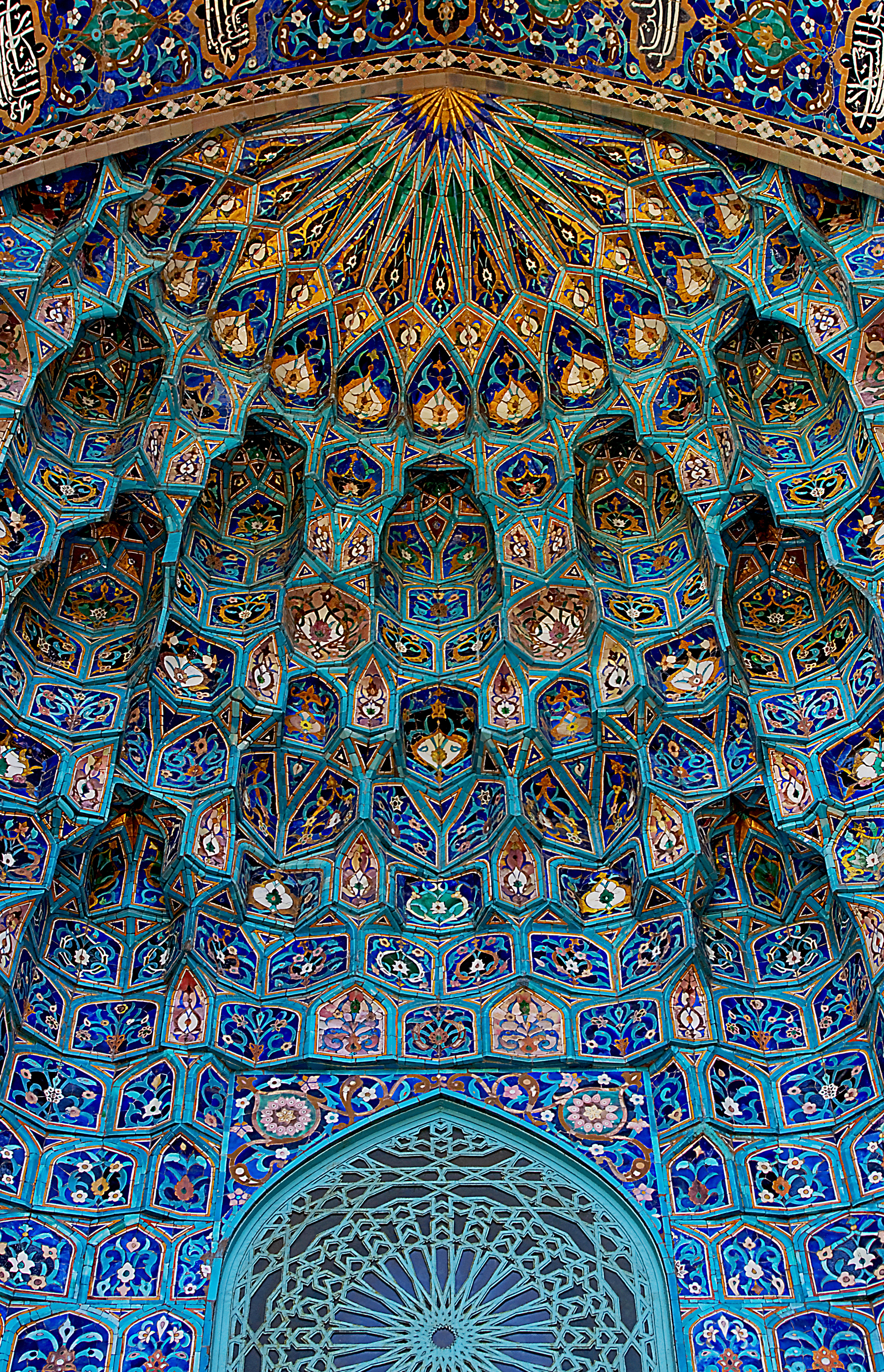
L'interior d'un dels iwans o portals

La localització de la mesquita era simbòlica, de cara a la fortalesa de Sant Pere i Sant Pau, al centre de la ciutat. El 3 de juliol de 1907, a Peterhof, l'emperador Nicolau II de Rússia atorgà el permís per a la compra del terreny. A la tardor, la comissió aprovà el projecte de l'arquitecte Nikolai Vasíliev i l'enginyer Stepan Kritxinski, amb la supervisió de la construcció per part de l'acadèmic Aleksandr Von Hohen. La façana de l'edifici es va construir amb la combinació d'ornaments orientals i de mosaic blau turquesa.
El 3 de febrer de 1910 tingué lloc la cerimònia d'inici de les obres, dirigida per Baiazítov i amb l'assistència de personalitats del govern, la religió i la societat civil. Entre d'altres, hi assistiren l'emir de Bukharà, Harusin, Nóvikov, els ambaixadors de Turquia i Pèrsia; Muhamediar Sultànov, muftí d'Orenburg, i Tevkèlev, líder del partit musulmà a la Duma.
La primera pedra es va posar el 1910 per commemorar el vint-i-cinquè aniversari del regnat de Sayyid Abd al-Akhad Khan a Bukharà. Per aquell temps, la comunitat musulmana de la capital russa superava les 8.000 ànimes. L'estructura dissenyada era capaç d'allotjar-ne la major part. L'arquitecte Nikolai Vasíliev la va dissenyar inspirant-se en el Gur-e Amir, el mausoleu de Tamerlà a Samarcanda. El 1921 se'n va acabar la construcció.
Les parets es van fer de granit gris i la cúpula i ambdós minarets es van cobrir de mosaics de ceràmica de color blau cel. En la construcció de la mesquita van treballar-hi artesans de tot l'Àsia central. Les façanes es van decorar amb frases de l'Alcorà escrites amb cal·ligrafia àrab. Les columnes de l'interior són fetes de marbre verd. La mesquita es troba entapissada amb catifes artesanals teixides arreu de l'Àsia central. Els fidels hi queden separats segons el sexe mentre tenen lloc les pregàries i les dones ocupen el primer pis.
Amb la Segona Guerra Mundial, el 1940 la mesquita fou tancada als fidels i es va fer servir de magatzem. A petició popular, la mesquita reobrí com a centre de culte el 1956. El 1980 s'hi van fer importants obres de restauració.